# Кошачья двуустка
Кошачья двуустка (Opisthorchis felineus) — вид дигенетических сосальщиков из отряда Plagiorchiida. В качестве окончательного хозяина в жизненном цикле выступают рыбоядные млекопитающие и человек, у которых черви обитают в печёночных и панкреатических протоках, вызывая заболевание описторхоз.

## История изучения
Впервые вид описал в 1884 году по находке в кошачьей печени итальянский ветеринар Себастьяно Ривольта. В 1891 году русский паразитолог Константин Виноградов нашёл его в человеке и описал под названием сибирской двуустки (Distromum sibiricum). Реконструкцию жизненного цикла осуществил в 1930-х годах немецкий гельминтолог Ханс Фогель.

## Распространение
Opisthorchis felineus распространена на территории Испании, Италии, Албании, Греции, Франции, Македонии, Швейцарии, Германии, Польши, России, Турции.

## Жизненный цикл

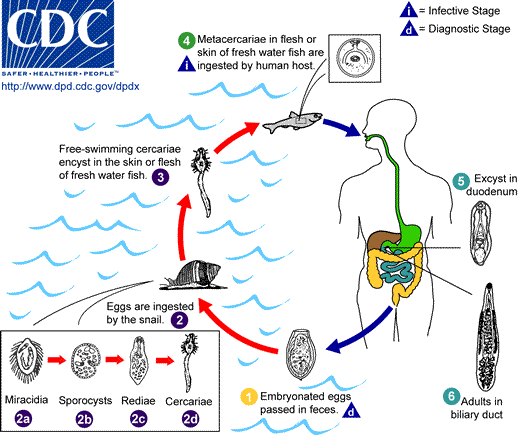
Жизненный цикл кошачьей двуустки

Первый промежуточный хозяин кошачьей двуустки — пресноводные улитки из рода битиний: Bithynia inflata, Bithynia troschelii, Bithynia leachii, Bithynia tentaculata.
Вторыми промежуточными хозяевами являются пресноводные рыбы: линь, лещ, белоглазка, обыкновенный усач, карп, густера, язь, уклейка, жерех и краснопёрка.
Окончательными хозяевами являются млекопитающие, которые едят рыбу, такие как собаки, лисы, кошки, крысы, свиньи, тюлени, львы, росомахи, куницы, хорьки и люди.

## Заболевание
Предполагается, что 1,5 млн человек в России заражены паразитом. Жители Сибири заражаются путём употребления сырой, слегка солёной и мороженой рыбы.
Описторхоз, заболевание, вызываемое Opisthorchis felineus, может протекать бессимптомно, но может перетекать в тяжёлую болезнь. Результат лечения зависит от раннего диагноза и лечения.
У людей при описторхозе может поражаться печень, поджелудочная железа и жёлчный пузырь. Если не лечить его на ранних стадиях, описторхоз может вызвать цирроз печени, повышает риск рака печени, но может протекать бессимптомно у детей.
Через две недели после того, как черви попадают в организм человека, они заражают желчевыводящие пути. Симптомы инфекции включают лихорадку, общее ощущение усталости, кожную сыпь и желудочно-кишечные расстройства. Тяжёлая анемия и повреждение печени могут также привести к нетрудоспособности инфицированного человека за 1—2 месяца. Лечение описторхоза комплексное, а его успешность сильно зависит от стадии заболевания.